# جوزيف بامفورد
جوزيف سيريل بامفورد (بالإنجليزية: Joseph Cyril Bamford)‏ (21 يونيو 1916 – 1 مارس 2001) هو رجل أعمال بريطاني والمؤسس لشركة جي سي بي.